# Andreas Kronthaler
Andreas Kronthaler (ur. 11 marca 1952 w Erl, zm. 14 marca 2025) – austriacki strzelec sportowy. Srebrny medalista olimpijski z Los Angeles (1984).
Specjalizował się w strzelaniu karabinowym. Zawody w 1984 były jego jedynymi igrzyskami olimpijskimi. Pod nieobecność sportowców z niektórych krajów tzw. Bloku Wschodniego, zajął drugie miejsce w konkurencji karabinu pneumatycznego na dystansie 10 metrów. W 1985 był w tej konkurencji trzeci na mistrzostwach świata, w tym samym roku był także trzeci na mistrzostwach Europy.